# Австралия на летних Олимпийских играх 1900
Австралия на летних Олимпийских играх 1900 была представлена двумя спортсменами в двух видах спорта. Страна заняла девятое место в общекомандном медальном зачёте.
Курсивом показаны спортсмены, чьи результаты причисляются смешанной команде.

## Медалисты

### Золото
| Золото |               |                                       |
| №      | Спортсмены    | Вид спорта (дисциплина)               |
| 1      | Фредерик Лейн | Плавание (200 метров вольным стилем)  |
| 2      | Фредерик Лейн | Плавание (200 метров с препятствиями) |

### Бронза
| Бронза |              |                                     |
| №      | Спортсмены   | Вид спорта (дисциплина)             |
| 1      | Стэнли Роули | Лёгкая атлетика (бег на 60 метров)  |
| 2      | Стэнли Роули | Лёгкая атлетика (бег на 100 метров) |
| 3      | Стэнли Роули | Лёгкая атлетика (бег на 200 метров) |

## Результаты соревнований

### Лёгкая атлетика
| Соревнование             | Спортсмены                                                                                           | Предварительный раунд | Предварительный раунд | Полуфинал  | Полуфинал | Дополнительный забег | Дополнительный забег | Финал              | Финал      |
| Соревнование             | Спортсмены                                                                                           | Результат             | Место                 | Результат  | Место     | Результат            | Место                | Результат          | Место      |
| ------------------------ | --- | --------------------- | --------------------- | ---------- | --------- | -------------------- | -------------------- | ------------------ | ---------- |
| 60 метров                | Стэнли Роули                                                                                         | неизвестен            | 2                     |            |           |                      |                      | неизвестен         | 3          |
| 100 метров               | Стэнли Роули                                                                                         | неизвестен            | 2                     | неизвестен | 2         | 11,0 с               | 1                    | неизвестен         | 3          |
| 100 метров               | Стэнли Роули                                                                                         | 25,0 с                | 1                     |            |           |                      |                      | неизвестен         | 3          |
| 5000 метров среди команд | Чарльз Беннетт (GBR) Джон Риммер (GBR) Сидней Робинсон (GBR) Альфред Тайсоу (GBR) Стэнли Роули (AUS) |                       |                       |            |           |                      |                      | 15:29,2 неизвестен | 1 2 6 7 10 |
| 5000 метров среди команд | Чарльз Беннетт (GBR) Джон Риммер (GBR) Сидней Робинсон (GBR) Альфред Тайсоу (GBR) Стэнли Роули (AUS) | 26 очков              | 1                     |            |           |                      |                      |                    |            |

### Плавание
| Соревнование               | Спортсмен     | Полуфинал | Полуфинал | Финал     | Финал |
| Соревнование               | Спортсмен     | Результат | Место     | Результат | Место |
| -------------------------- | ------------- | --------- | --------- | --------- | ----- |
| 200 метров вольным стилем  | Фредерик Лейн | 2:59,0    | 1         | 2:25,2    | 1     |
| 200 метров с препятствиями | Фредерик Лейн | 3:04,0 OR | 1         | 2:38,4 OR | 1     |